# 銀球
銀球，是由歐洲足球協會在2002年引入，於2003年2月開始實施。其中以2004年舉行的欧洲足球锦标赛最受注目。後來在2004年2月被國際足球協會理事會 (IFAB)廢除。銀球規則與金球規則同樣並非強制性規則，比賽組織者可以選擇在加時賽中是採用金球或銀球。

## 定義
在雙方常規比賽結束後，仍未能分出勝負，就會進入加時賽上半場，在進入加時賽前會有15分鐘的中場休息。如果一方攻入一球，比賽不會像金球那樣結束球賽，而是會繼續進行到加時賽的第15分鐘。如果對方在這個時間內入球扳平，那麼比賽會進入加時賽的下半時。如果對方將比分反超前，那麼比賽也會結束。在加時賽的下半場，將採用同樣的規則。如果雙方依然戰平，那麼兩隊將採用互射十二碼決定勝負。
銀球與金球的区别在，金球是其中一隊在加時賽内進球（黃金入球）就立即勝出，而銀球則要待至半場完結為止。

## 被廢除
史上在重大比賽中，銀球制並未在世界盃賽場上實行過。2004年2月，國際足球協會理事會宣佈該年欧洲足球锦标赛後同時廢止「金球制」和「銀球制」，讓加時賽制回歸。